# 山石敬之
山石 敬之（やまいし たかゆき、本名：同じ、1959年4月8日 - ）は、日本のシンガーソングライター、キーボーディスト、スタジオ・ミュージシャン、ライブハウスのオーナー。1981年から1989年7月までSCRAMBLEとして活動。2007年12月末までアルフィー（THE ALFEE）で、サポートメンバーを務める。
提供楽曲で有名な作品に、アニメ『NINKU -忍空-』の主題歌である『輝きは君の中に』がある。
現在は自身のソロ活動や、ライブハウス「池袋FIELD」のオーナー業を中心に活動している。
バンド「SCRAMBLE」についても併せて記述する。

## 略歴

### 出生から大学入学まで（1959年～1979年）
- 東京都新宿区高田馬場に生を受ける。
- 4歳でクラシックピアノを始め、14歳で作曲を開始。学生時代にバンド活動を始め、東京都立新宿高校では後に作詞家として長く付き合うこととなる同級生の友部伸裕と出会い、コンビを組む。また、同校には1つ上の先輩で後にユニットを組むことになる浅見昂生もいた。
- 1979年、成城大学法学部入学。

### SCRAMBLE結成・プロ活動開始（1980年～1989年）
- 1980年、21歳の時に第2回原宿音楽祭ベストキーボード賞を受賞。1981年、成城大学軽音楽部の仲間、相沢美彦(Drs)、石橋和義(G)、香西秀紀(B)と第1期 SCRAMBLE結成、フリーバル'81にて「Night Games」で出場、グランプリ受賞。その後、「Street Runner」を発表。この頃からバックミュージシャンとしてプロ活動開始。バックをつとめたミュージシャンに、当時人気声優であった水島裕などが居る。水島には「無邪気な関係」などで楽曲提供もしていた。
- 1982年、相沢美彦（現あいざわ元気）(Drs)、福田真國(G)、新村清之(B)のメンバーで第2期SCRAMBLEを始動。以降、各地ライブハウスで本格的に活動を開始。同年夏にALFEE（THE ALFEE）に野外コンサートにキーボーディストとして参加。以降ライブ、レコーディングへ参加するようになる。
- 1985年にSCRAMBLEは新村清之(B)が脱退。一井雅樹(B)が加入し第3期がスタート。全国規模のツアーを展開。自身のバンド活動とアルフィーのサポートメンバーの両立に悩んだ末、その年の12月にALFEEのツアーから離れる。
- 1987年4月4日、SCRAMBLEはデビュー前に渋谷公会堂にて初ホールコンサートを成功させ、続く6月にアルバム「東京千一夜物語」とシングル「愛の放浪者〜Odyssey〜」を引っさげ、SMSレコードよりデビューしたが、直後にレコード会社が社長の急逝により消滅となる[1]。
- 1988年2月7日、自身最大のステージとなったという日本青年館にてコンサートを行う。この公演をもって活動を一時休止。
- 1989年4月 SCRAMBLE としてポリドール（現在のユニバーサルミュージック）からアルバム「After Five Avenue」シングル「とても子供だった」を発売し、再デビューとなる。同年7月に発売されたシングル「週末（ウィークエンド）は旅人」がテレビ朝日「OH!エルくらぶ」（当時の司会は田中康夫）テーマソングとなる。

### SCRAMBLE解散・ユニット結成（1989年～2001年）
- 1989年7月1日、東京郵便貯金ホールでのステージを最後にSCRAMBLEは解散となる[注 1]。その後、山石は福田とともに後述のユニットを結成。一井はスタジオワークを中心に活動し、相沢は「あいざわ元気」の芸名を名乗り、ラジオパーソナリティー等で活躍。
- 1990年、他のアーティストヘ楽曲提供やアレンジ等をする傍ら、福田真國(G)らとともに、第1期 Tableau Vivant（タブロウ・ヴィヴァン）結成。1993年バンド活動の第3期を迎えながら、THE ALFEEのレコーディングに復帰。
- 1995年、春よりTHE ALFEEのツアーに復帰。夏のイベントまで菊地圭介とツインキーボードで共演。
- 1998年、福田真國(G)の渡米によりTableau Vivantは解散[2]。その後、福田はニューオーリンズでネヴィル・ブラザーズのサポートなどで活躍。渡米後も何度か一時帰国しており、山石の楽曲のレコーディングに参加することもあった。
- 1999年、永井敏己(B)とアルフィーで同じサポートメンバーであった長谷川浩二(Drs)の3人でTKY（ティーケーワイ）を結成。シングル1枚、アルバム2枚を発表。ライブ活動も行った。
- 2001年8月、TKY解散。

### ソロプロジェクト「Y's Factory」始動（2001年～2012年）
- 2001年11月、自らのソロ活動を「Y's Factory」と名付け本格始動。以降、ライブ活動の傍らSCRAMBLE時代やTableau Vivant時代の曲をベストアルバムとして再編集しリリース。
- 2004年11月、初のソロアルバム「VINTAGE」発表。以降ソロ楽曲に力を入れる。
- 2006年10月、ソロとして初のシングル「Birth Day / Rock'n'Roll」発表。
- 2007年12月、この年のツアーを最後にTHE ALFEEのサポートを離れる。
- 2008年9月、アルバム「UNITY」発表。
- 2008年10月30日、東京・吉祥寺公演にて100回目のソロライブ[3]。
- 2011年10月29日、スタッフ用のTwitterを開設[4]。
- 2012年4月15日、山石本人のTwitterを開設[5]。

### ライブハウス開業（2012年～2019年）
- 2012年9月、山石がオーナーを務めるライブハウス「池袋FIELD」がオープン。同年にアメリカでの活動を終えて帰国した福田真國を中心としたセッションイベントも定期的に行われた。
- 2012年12月30日、ツアーファイナルである大阪にて、200本目のソロライブ[3]。
- 2013年7月6日、池袋FIELDでのライブで福田真國と久々の共演[6]。
- 2013年7月20日、池袋FIELDにて水島裕のライブを開催。かつてバックバンドで関わっていた山石も演奏に参加し、久々の共演となった[7][8]。
- 2017年6月21日、池袋FIELDにてSCRAMBLEデビュー30周年記念として、アルバム「東京千一夜物語」を完全再現したライブを開催。
- 2018年11月24日、バンド時代の楽曲をセルフカバーしたアルバム「SCRAMBLE」を発表。レコーディングには福田真國と一井雅樹も参加。一井とはSNS経由でコンタクトを取り、約28年ぶりの再会となった[9]。
- 2018年12月25日、池袋FIELDでのライブで一井雅樹と久々の共演[10]。

### ホールコンサート開催（2019年～）
- 2019年4月7日、還暦の誕生日を翌日に控えたこの日に、自身の音楽人生を賭けたというキャパシティ1,000人のホールコンサート「One Night Stand  ここに立てば星は輝く」を、ヒューリックホール東京で開催。SCRAMBLEメンバーであった福田真國(Gt)や一井雅樹(Ba)も参加した。相沢美彦にも出演の打診をしていたが、すでに音楽から長く離れていた等の理由で出演には至らず、代わりにTHE ALFEEで共にサポートを務めたそうる透(Drs)、更にユニットを組むなど親交の深い浅見昂生(Cho)などゆかりのミュージシャンが演奏に参加した[11][12]。
- 2019年5月2日、4月7日のアンコール公演を池袋FIELDで同じバンドメンバーを迎えて開催[13]。
- 2019年10月、台風19号の影響で秋ツアーの山形、仙台公演が中止となった[14]。
- 2020年2月、自身の楽曲のオンライン配信を開始。iTunes Storeをはじめ35のサイトからダウンロード可能[15]。
- 2020年4月、新型コロナウイルスの影響で4月8日の池袋FIELDでの石の日ライブが中止となったが、8月10日に20名限定で振替公演を開催し、並行してツイキャスでの有料配信も行われた[16][17]。本来予定されていた弦楽四重奏との共演は9月22日に振替公演を開催。以降のライブも有観客と配信を並行して行われている。
- 2022年9月23日、池袋FIELD開業10周年記念ライブを開催[18]。

## 人物・エピソード
- 毎年、全国数箇所を巡るソロツアーを春と秋に展開中。その合間を縫って、ジョイントライブ、セッションライブ等のコラボレーションも精力的に行っている。
- バンド時代はロックを基調としたメロディが多かったが、ソロではバラードに力を入れた構成が多いのが特徴。ファンに対して積極的にアピールし、自身のHPでは掲示板に書き込まれたファンへの返事も日記あるいは記事へのレスでまめに返している。以前はファンクラブ（石の会）の企画として月に1回チャットも行っていた。
- 自身の誕生日である4月8日を「石の日」と呼び、都合のつく限り毎年石の日ライブを行うようつとめている。またファンクラブのHPでは毎月8日に映像配信あるいは写真掲載などの特別企画を行っている。
- 2001年9月11日のアメリカ同時多発テロ事件に対し、反戦の意味を込めた「September Song」を発表し、ネット配信という形で主にファミリーマート(ファミポート)を通じての楽曲配信を行った（後にアルバム「UNITY」に収録）。
- T-Town Music（ティータウンミュージック）という音楽事務所の社長として自らをプロデュース、公演の企画・制作、CD・Goods等の制作・販売など全ての運営を行っている。
- ポリドールでのレコードをリリースしたSCRAMBLE時代と比べ、以降の活動は自らのレーベルでの発表をしている。ソロ楽曲はピアノをメインにしたものが多く、バンド活動においてギターなどが居る場合を除き、足りない楽曲はすべて打ち込みなどでカバーし表現することが多い。曲の内容は男女の恋愛とりわけ不倫や離婚など重いテーマを多々扱うことが多い。
- 前述の通り、TKYでも一緒であった永井敏己や長谷川浩二とはソロ活動になってからも交流は深く、元C-C-Bの米川英之を加えて「SPECIAL GIG」と銘打ったセッションライブを度々行っている。
- ミュージシャンにホームページには珍しく、山石の公式サイトでは1コンテンツとして彼が関わった楽曲ほぼ全ての歌詞がタイトルの五十音順でまるごと掲載されており、CD化されていない幻の曲もある[19]。
- 50歳を目前にした2009年の初めから初めてのブログをスタート。一般閲覧者用としてスタッフによるレポート形式のブログ、ファンサイトの方では山石自らが綴るブログが公開された。主にレコーディングやライブの内容である。
- ギターも弾くことができ、自身の作品のレコーディングで自ら弾いた曲もある。また1988年の日本青年館公演で最後に演奏された「浅い夢」のライブ映像でも確認できる。
- SCRAMBLE時代のアルバム「After Five Avenue－午後5時の天使達－」は当初3月の日本青年館でのライブ前に発売し、それに伴ったコンサートを予定していたが、89年4月より消費税3%が導入されるに辺り、金額表示面の問題の都合から発売が4月に延期されたと、後年山石が自身のサイトで語っている。
- 同じくSCRAMBLE時代の「MAN・HA・TTAN」という曲は、ライブハウスで演奏していた頃、アンコールでやる曲を考えておらず客席にリクエストを募ったところ、たまたま店にきていた力也（当時は安岡力也）が「MAN・HA・TTANやれー！」と叫び、まだ無名も同然だった自分達の曲が少なからず印象に残り嬉しく思ったと、後年山石がソロライブで語った。
- SCRAMBLEは基本的にワンマンライブしかしておらず、全国規模で動員数を出していたことなどがレコード会社への交渉における強い武器となった（詞曲、プロデュース権を渡さない事など）[20]。
- SCRAMBLE時代に運営していたファンクラブは「’R」と表記し「アール」と呼んでいた（正式名称は「SCRAMBLER」）[12]。
- デビュー前の1984年より代々木でリハーサル・スタジオの経営を始め、SCRAMBLEのリハーサル以外にファンクラブ向けの音楽教室を開くなどして、それらがメンバーの生活費となった[20][21]。
- アルフィーのサポートメンバーであった当時、レコーディングやコンサートにキーボードやピアノとして参加のみならず、コンサートにおけるSEも彼が作ることがあり、その様子を当時自身のHPの日記でつづっていた。
- アルフィーからの離脱は一度目は自らの意思であったが、二度目はアルフィー側からの契約終了のようなもので、通達された山石本人も驚きが隠せなかったとサイトでのメッセージで語っている。なお、この通達は2008年1月に入ってからされたものであり、2007年の秋ツアー終了時点では山石を含め、誰もが事態を想定していなかった[注 2]。
- 2009年頃から、同じく元アルフィーのサポートメンバーである長谷川浩二や、引き続き親交の深い永井敏己とのジョイントライブが不定期に行われ、山石・長谷川・永井のTKYメンバーが揃うことも度々見られる。
- アルフィーを離れた後の2010年、名古屋で行われたTHE ALFEEコピーバンドイベントにゲスト出演した[23]。
- 2010年にはファンクラブ会員限定ではあるが、それまでアナログ音源でしかも廃盤扱いだった過去のバンド時代の楽曲をそれぞれCDあるいはDVDという形で復刻。それに並行して新規楽曲も精力的にリリースした。
- クリスマスの時期には思い入れが深いらしく、SCRAMBLE時代からクリスマスソングを数多く作っている。2008年からは毎年12月にインストゥルメンタルのミニアルバムをコンスタントにリリースしている。
- 東日本大震災のあった2011年の春ツアーでは、仙台公演をドリンク代のみでチケット不要の無料開放ライブを行った[24]。
- 2012年前半はライブ活動を休止（「石の日」のイベントなどは除く）していたが、これは池袋FIELDのオープンのためであったことが後に明かされる。失敗すれば同年の年末で音楽活動を辞めようとも考えていたという[25]。
- 池袋FIELDのドラムセットは、そうる透によってプロデュースされた[26]。
- 自身のファンクラブ「石の会」では2009年のリニューアルの際に5000円の入会費のみでその後の会費が永久無料となるシステムに変わった[27]。
- ヒューリックホール東京の会場使用手続きの際、会社組織じゃないと借りれないという事で事務所（T-Town Music）を合同会社として登記した[28]。
- 新型コロナウイルスが問題になった2020年以降は、池袋FIELDでツイキャスを利用した有料配信ライブを積極的に行っている。
- 自身に最も影響を与えたアーティストにイエスを挙げている[29]。

## 主な使用機材
- Roland V-Piano
  - 2010年春からライブにおいてメインで使用。ツアー等で運べるようハードケースを特注（cm単位で指定）で作ってもらったが、V-Piano本体と合わせた重量は50kgもあるという[30]。
  - ピアノの音に特化したエレピであるため、曲によってはシンセサイザーをMIDIで繋ぎストリングスなどの音を混ぜることもある。
  - 購入費用の半分はファンに出してもらった(オークションを開き、自身のゆかりの品を買ってもらった)[29]。
- ALESIS VORTEX WIRELESS 2
  - 2019年のヒューリックホール東京でのライブ等で使用したショルダーキーボード[31]。
- Roland JUNO-G
  - 主にバンド形式でのライブでオルガンやブラス系などの音を出す際に使用。V-Pianoの上に置いて使用されることが多い。
- YAMAHA CP-33
  - V-Piano導入以前にライブで使用。

### THE ALFEE[32][注 3]
- Roland JD-800
- YAMAHA MOTIF ES6
- Roland A-90EX
- KORG T2EX
- nord lead
- KORG SG-1D
- Roland AX-1
- KORG 01/W FD
- KORG TRINITY pro

## シングル

### SCRAMBLE名義
1. 『愛の放浪者-Odyssey-』／SCRAMBLE 1987年6月（メジャーデビュー曲）
2. 『とても子供だった-anniversary party-』／SCRAMBLE 1989年4月
3. 『週末(ウィークエンド)は旅人』／SCRAMBLE 1989年7月（テレビ朝日『OH!エルくらぶ』のテーマ曲）

### TKY名義
1. 『海に降る雨』／TKY 1999年12月16日

### 山石敬之名義
1. 『Birth Day / Rock'n'Roll』　2006年10月29日
2. 『さよならを言う日が来る / ここに立てば星は輝く』　2019年4月7日（ライブパンフレット付属CD：後者はTableau Vivant時代の楽曲の再録／2020年2月よりオンライン配信）

## アルバム

### SCRAMBLE名義
1. 『Street Runner』／SCRAMBLE 1981年
2. 『Artists』／SCRAMBLE 1983年3月
3. 『My Age －空白の世代－』／SCRAMBLE 1984年5月
4. 『SONGS for 'R』／SCRAMBLE 1984年10月
5. 『舞台裏の台本（シナリオ）』／SCRAMBLE 1985年5月
6. 『東京千一夜物語』／SCRAMBLE 1985年11月
7. 『＃2』／SCRAMBLE 1986年4月
8. 『贈り損ねた花束〜and24〜』／SCRAMBLE 1986年9月
9. 『Live '86 Trial Run Tour [渋谷 Egg-man]』／SCRAMBLE
10. 『東京千一夜物語』／SCRAMBLE 1987年6月（※メジャーデビューアルバム：同タイトルの既出アルバムとは収録曲が異なる）
11. 『1988.2.7 日本青年館 THE DAY WE STARTED MAIDEN VOYAGE TOUR FINAL SINCE 1』／SCRAMBLE 1988年3月
12. 『1988.2.7 日本青年館 THE DAY WE STARTED MAIDEN VOYAGE TOUR FINAL SINCE 2』／SCRAMBLE 1988年3月
13. 『After Five Avenue－午後5時の天使達－』／SCRAMBLE 1989年4月
14. 『贈り損ねた花束』／SCRAMBLE 1995年9月（86年のデモテープを元にCD化／2003年12月に再盤）

### Tableau Vivant名義
1. 『Tableau Vivant』／Tableau Vivant 1991年6月
2. 『URBAN NOELS』／Tableau Vivant 1992年12月
3. 『ここに立てば星は輝く』／Tableau Vivant 1994年10月
4. 『Private NOELS』／Tableau Vivant 1996年12月
5. 『9097 THE BEST of Tableau Vivant』／Tableau Vivant 2002年5月27日
6. 『Another THE BEST of Tableau Vivant II』／Tableau Vivant 2003年7月29日

### TKY名義
1. 『ebb and flow』／TKY 2000年1月30日
2. 『CLUB TOKYO BAY』／TKY 2000年12月10日

### 山石敬之（ソロ）名義
1. 『Music BOX　〜from Y's Factory〜』／山石敬之 2002年1月10日（※インスト）
2. 『VINTAGE』／山石敬之 2004年11月4日
3. 『Phantom pain』／山石敬之 2005年11月20日
4. 『LIVE Pianosongs　〜Rock'n'Roll Tour 2006〜』／山石敬之 2007年11月3日
5. 『MCD』／山石敬之　2008年4月8日（MCだけを集めたトーク集＋ボーナス曲としてライブ版「Reason」）
6. 『UNITY』／山石敬之 2008年9月11日（2020年2月よりオンライン配信）
7. 『piano-colors I 〜malachite green〜』／山石敬之 2008年12月7日（※インスト）
8. 『ナツウタ』／山石敬之　2009年6月18日（ミニアルバム）
9. 『piano-colors II 〜jaune brillant 〜』／山石敬之 2009年12月13日（※インスト）
10. 『flowers』／山石敬之 2010年11月9日（ミニアルバム）
11. 『piano-colors III 〜cardinal red 〜』／山石敬之 2010年12月1日（※インスト）
12. 『樹形図』／山石敬之 2011年11月4日（ミニアルバム／タイトル曲のみ2020年3月よりオンライン配信）
13. 『piano-colors IV -snow white-』／山石敬之 2011年12月9日（※インスト）
14. 『dialogue  -THE Y's BEST-』／山石敬之 2013年10月20日
15. 『piano-colors V ～kavka black～』／山石敬之 2014年5月4日（※インスト）
16. 『WINTER SONGS』／山石敬之 2014年12月12日
17. 『VINTAGE II』／山石敬之 2016年12月25日
18. 『SCRAMBLE』／山石敬之 2018年11月24日（2020年5月よりオンライン配信）
19. 『Quintet』／山石敬之 2020年9月22日

### 山石敬之・浅見昂生名義
1. 『風のランナー』／山石敬之・浅見昂生 2013年11月23日

### WARU-AGAKI(山石敬之・浅見昂生のユニット名)名義
1. 『最後の愛の歌』／WARU-AGAKI 2017年2月11日
2. 『残友』／WARU-AGAKI 2017年8月26日

### ファンクラブ会員限定（復刻盤CD／2枚組）
1. SCRAMBLE I 　『Street Runner / Artists』 2010年4月8日（オリジナル：1981年／1983年の発表作品）
2. SCRAMBLE II　『My Age / SONGS』 2010年4月8日（オリジナル：1984年5月／1984年10月の発表作品）
3. SCRAMBLE III『舞台裏の台本 / 東京千一夜物語』 2010年5月8日（オリジナル：1985年5月／1985年11月の発表作品）
4. SCRAMBLE IV 『# 2 / EXTRA (未発表音源集)』 2010年5月8日（オリジナル：1986年4月作品／未発表音源集）
5. SCRAMBLE V　『SINCE I  /  SINCE II』 2010年6月10日

### 上記以外
1. 『CON-NECT』／山石敬之・永井敏己 2002年9月18日（フレッドレスベースの永井敏己とのDuo Album）

## DVD／ビデオ

### 山石敬之名義
1. 『Visualive vol.1』／ライブビデオ 2002年10月29日発売
2. 『Visualive vol.2 Tableau Vivant NIGHT』／ライブDVD 2004年4月8日発売
3. 『Visualive vol.3 SCRAMBLE NIGHT』／ライブDVD 2004年4月8日発売
4. 『Visualive vol.4 EXTRA NIGHT』／ライブDVD 2004年4月8日発売
5. 『Visualive vol.1』／ライブDVD（※同タイトルのDVD復刻盤）2009年11月1日発売
6. 『2008 Tour “I will”』／ライブDVD 2009年11月21日発売
7. 『2009 Tour “flowers”』／ライブDVD 2010年10月17日発売
8. 『ここに立てば星は輝く』／ライブDVD 2019年8月25日発売

### SCRAMBLE名義
1. 『SCRAMBLE VI 「SINCE DVD」』／ライブDVD 2010年6月10日発売（※ファンクラブ会員限定販売／1988年2月の日本青年館ライブをスタッフが記録用に撮影）

### Tableau Vivant名義
1. 『Christmas Night』／PV・インタビュー・ライブDVD 2010年11月21日発売（※1997年、Tableau Vivantクリスマスライブにて配られたビデオ「Christmas Night」のDVD復刻盤）

## 主な提供曲
水島裕
『無邪気な関係』（作詞：友部伸裕）
『星々に抱かれて / カーテンコール』
梶谷美由紀
『見つめていたい』（作詞：水谷薫、編曲：ジョー・リノイエ）※『社団法人全国労働金庫協会』CMソング
鈴木結女
『輝きは君の中に』（作詞：中島章子、編曲：井上鑑）※アニメ『NINKU -忍空-』オープニングテーマ曲